# Casa al carrer del Forn i carrer del Carme (Calaf)
La Casa al carrer del Forn i carrer del Carme és una obra del municipi de Calaf (Anoia) inclosa en l'Inventari del Patrimoni Arquitectònic de Catalunya.

## Descripció
És una casa interessant pels elements de façana que conserva, tot i que estan molt malmesos. Es tracta d'una finestra rectangular amb motllures (a un costat sembla que hi ha un petit cap) i damunt d'aquesta, una altra finestra, també motllurada fent degradat, amb llinda esculpida en un sol bloc de pedra formant un arc conopial en baix relleu. Conserva esgrafiats amb decoració (en vermell-marró) disposada en fileres horitzontals, però molt malmesos. Aquesta finestra sembla haver estat anteriorment un balcó.